# Pachychilecamenta rufa
Pachychilecamenta rufa är en skalbaggsart som beskrevs av Brenske 1903. Pachychilecamenta rufa ingår i släktet Pachychilecamenta och familjen Melolonthidae. Inga underarter finns listade i Catalogue of Life.